# Akiko Chihaya
Akiko Chihaya (千早晶子, Chihaya Akiko), née le 27 septembre 1908, est une actrice japonaise.

## Biographie
De son vrai nom Fusae Oribe (折部房枝, Oribe Fusae), elle nait dans l'arrondissement Kita d'Osaka le 27 septembre 1908. Elle fait sa première apparition au cinéma dans Oni azami (1927) de Teinosuke Kinugasa. À l'écran, elle forme un couple célèbre avec l'acteur Chōjirō Hayashi.
En 1936, Akiko Chihaya épouse le réalisateur Teinosuke Kinugasa.
Akiko Chihaya tourne dans près de 90 films entre 1927 et 1949.

## Filmographie partielle

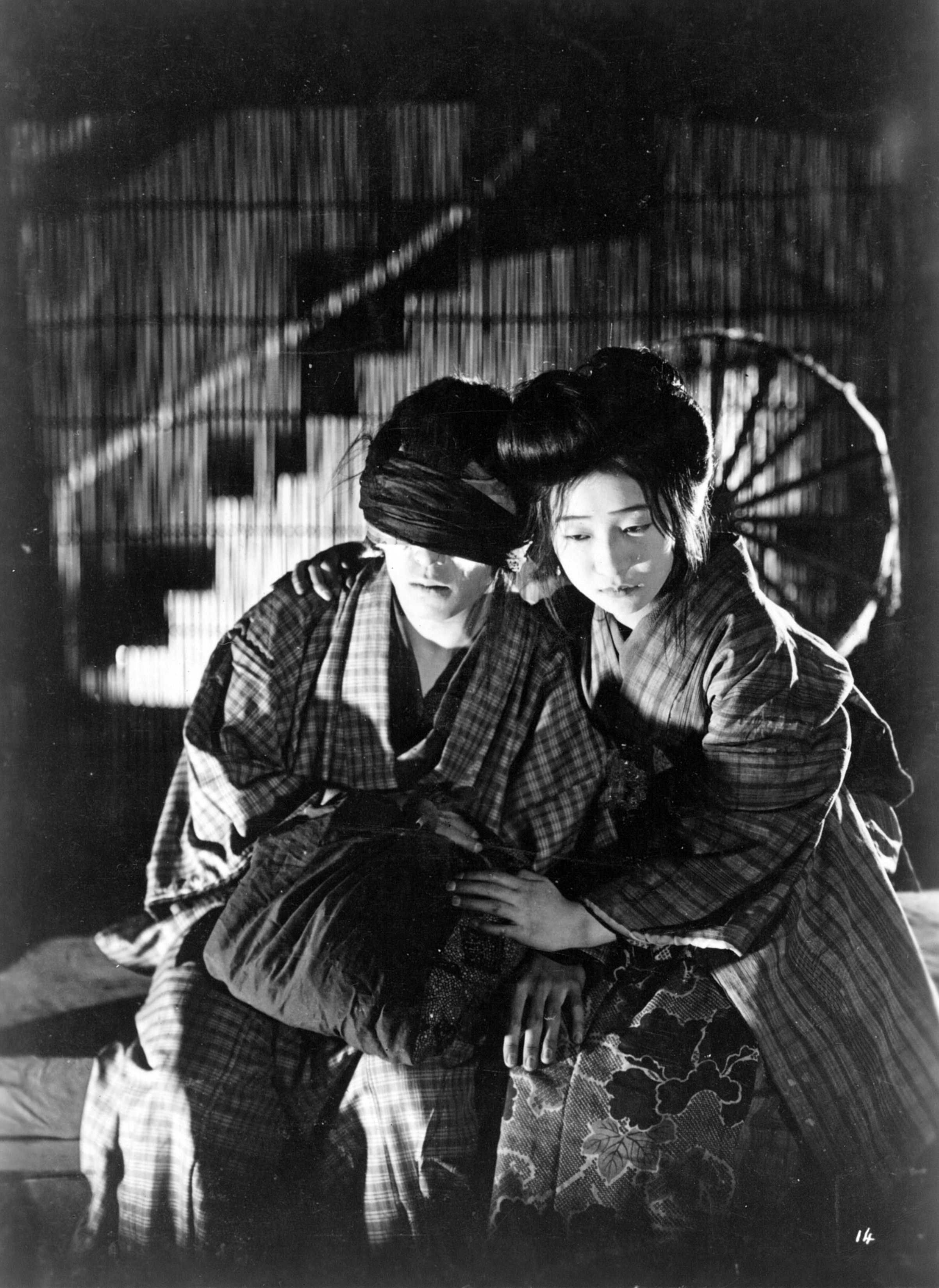
Junosuke Bandō et Akiko Chihaya dans Carrefour (1928).

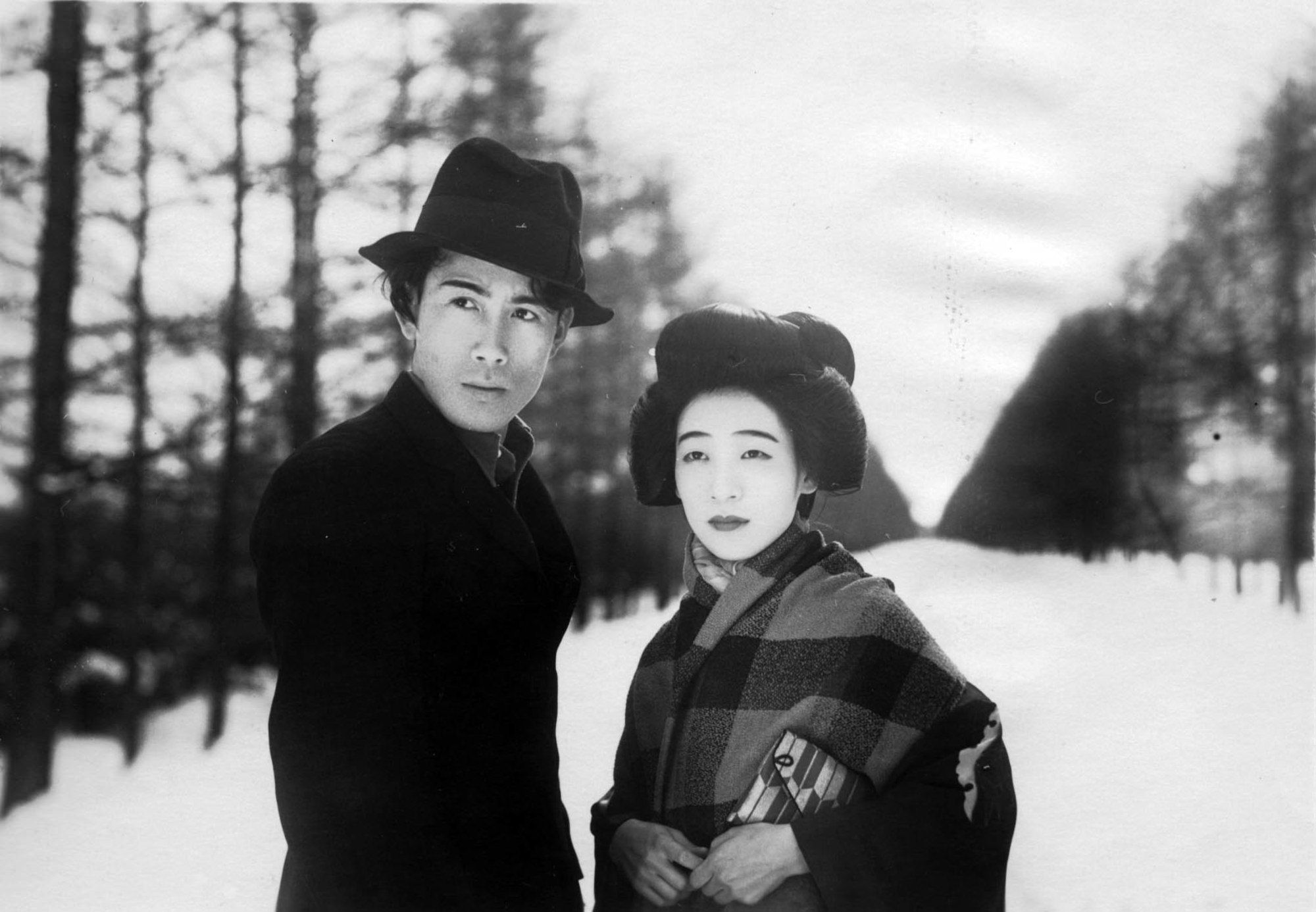
Shigeru Ogura et Akiko Chihaya dans Voici les femmes du printemps qui pleure (1933).

- 1927 : Le Chardon démoniaque (鬼あざみ, Oni azami?) de Teinosuke Kinugasa : Ohikari
- 1927 : L'Époque du loyalisme (勤王時代, Kin'ō jidai?) de Teinosuke Kinugasa
- 1927 : Itawari Asatarō (板割浅太郎?) de Minoru Inuzuka
- 1927 : Le Couple d'étoiles (女夫星, Meoto boshi?) de Teinosuke Kinugasa
- 1927 : Les Bateaux du gouverneur (御用船, Goyōsen?) de Teinosuke Kinugasa
- 1927 : Un héros à l'ombre (暁の勇士, Akatsuki no yūshi?) de Teinosuke Kinugasa
- 1927 : L'Épée folle sous la lune (月下の狂刃, Gekka no kyōjin?) de Teinosuke Kinugasa
- 1928 : L'Enfant Benten (弁天小僧, Benten kozō?) de Teinosuke Kinugasa : Otsuta
- 1928 : Le Carnet secret de Kyoto (京洛秘帖, Kyōraku hijō?) de Teinosuke Kinugasa
- 1928 : Chronique d'un pays marin (海国記, Kaikokuki?) de Teinosuke Kinugasa : Ohide
- 1928 : Carrefour (十字路, Jūjiro?) de Teinosuke Kinugasa : Okiku, la sœur aînée
- 1929 : Kaigara Ippei: Zenpen (貝殻一平 前篇?) de Kintarō Inoue
- 1930 : Kendō misemono-shi (剣道見世物師?) de Kintarō Inoue
- 1930 : Katawa hina (かたわ雛?) de Kintarō Inoue
- 1931 : Avant l'aube (黎明以前, Reimei izen?) de Teinosuke Kinugasa
- 1932 : Nippon (Nippon: Liebe und Leidenschaft in Japan) de Carl Koch
- 1933 : Voici les femmes du printemps qui pleure (泣き濡れた春の女よ, Nakinureta haru no onna yo?) de Hiroshi Shimizu : Ofuji
- 1935 : La Vengeance d'un acteur I (雪之丞変化 第一篇, Yukinojō henge: Daiippen?) de Teinosuke Kinugasa : Namiji
- 1935 : La Vengeance d'un acteur II (雪之丞変化 第二篇, Yukinojō henge: Dainihen?) de Teinosuke Kinugasa : Namiji
- 1936 : La Vengeance d'un acteur III (雪之丞変化 解決篇, Yukinojō henge: Kanketsu hen?) de Teinosuke Kinugasa : Namiji